# Da Napoli con amore
Da Napoli con amore è una raccolta del 2002 di Mario Merola.

## Tracce
1. Guapparia – 3:48
2. Tu ca nun chiagne – 4:02
3. Giuramento – 4:13
4. Nammurato e te – 3:22
5. Pure cu mme – 3:56
6. Lacrime napulitane – 4:16
7. Zappatore – 3:55
8. Povera figlia – 3:50
9. Freva 'e gelusia – 3:00
10. Carcerato – 4:13
11. Tradimento – 3:57
12. Acqua salata – 4:00